# Gérard Duménil
Gérard Duménil, né le 12 octobre 1942, est un chercheur français en économie politique d’inspiration marxiste.

## Biographie
Il est diplômé d'HEC. Il a été directeur de recherche au CNRS jusqu’en 2007. Gérard Duménil est membre du Conseil scientifique d'ATTAC.

## Travaux
L’essentiel des travaux de Gérard Duménil depuis les années 1980 a été conçu en collaboration avec Dominique Lévy du CNRS.

### Analyse de l’émergence du néolibéralisme
Gérard Duménil a en particulier étudié les mutations néolibérales du capitalisme durant les années 1980-1990 avec l’apparition d'une nouvelle forme de gestion du capitalisme plus axée sur les marchés et la recherche de rentabilité, au détriment du coût social. Il analyse la financiarisation et la mondialisation "néolibérales" comme instruments de maximisation des hauts revenus.  

### L’hypothèse cadriste
En se fondant sur une analyse historique, Gérard Duménil développe une théorie ternaire des classes : aux possédants du capital et aux classes populaires s’ajoutent les cadres dont le rôle s’est autonomisé au fil de la complexification des processus de gestion. Il confère au groupe des cadres un rôle de pivot car leur alliance politique avec l’un ou l’autre des deux autres groupes sociaux peut déboucher soit sur des périodes de progrès social (alliance avec les ouvriers en France lors du Front populaire ou dans la période d’après-guerre dite du « capitalisme gestionnaire ») soit d’extension du capitalisme (gestion managériale néolibérale dans le cadre de la financiarisation de l’économie),,.

## Publications
- La position de classe des cadres et employés, Presses universitaires de Grenoble, 1975
- Marx et Keynes face à la crise, Économica, 1977, 2e éd. 1981
- Le concept de loi économique dans Le Capital, avant-propos de Louis Althusser, François Maspero, Paris, 1978
- De la valeur aux prix de production, Economica, Paris, 1980
- La Dynamique du capital. Un siècle d'économie américaine, avec Dominique Lévy, PUF, coll. « Actuel Marx Confrontation », 1996
- Au-delà du capitalisme ?, avec Dominique Lévy, PUF, coll. « Actuel Marx Confrontation », 1998
- Le Triangle infernal : crise, mondialisation, financiarisation, avec Dominique Lévy, PUF, coll. « Actuel Marx Confrontation », 1999
- Crise et sortie de crise, avec Dominique Lévy, PUF, coll. « Actuel Marx Confrontation », 2000
- Économie marxiste du capitalisme, avec Dominique Lévy, La Découverte, coll. "Repères", Paris, 2003
- Capital Resurgent. Roots of the neoliberal revolution, avec Dominique Lévy, Harvard University Press, Boston, 2004
- La Finance capitaliste, avec Suzanne de Brunhoff, François Chesnais, Michel Husson et Dominique Lévy, PUF, coll. « Actuel Marx Confrontation », 2006
- Crises et renouveau du capitalisme : Le 20e siècle en perspective, avec Dominique Lévy (dir.), Presses Université Laval, coll. « Sociologie contemporaine », 2006
- Altermarxisme. Un autre marxisme pour un autre monde, avec Jacques Bidet, PUF, collection « Quadrige », 2007
- Les 100 mots du marxisme, avec Michael Löwy et Emmanuel Renault, PUF, coll. « Que sais-je ? », 2009
- The Crisis of Neoliberalism, avec Dominique Lévy, Harvard University Press, Cambridge, Massachusetts, Londres, 2011.
- La grande bifurcation. En finir avec le néolibéralisme, avec Dominique Lévy, coll. « L'horizon des possibles », La Découverte, 2014
- Lire  Marx, avec Michael Löwy et Emmanuel Renault, PUF, coll. « Quadrige », 2014
- Une Classe dominante mondiale ?, (dir.), PUF, Actuel Marx, no 60, 2016